# صولت‌الدوله قشقایی
اسماعیل خان قشقایی (بین ۱۲۵۵ تا ۱۲۵۹، فیروزآباد – ۱۶ مهر ۱۳۱۱، تهران) ملقب به صولت‌الدوله و سردار عشایر، ایلخان ایل قشقایی در دوره قاجار و اوائل دوره پهلوی بود.
رویارویی قشقایی‌ها با انگلیسی‌ها به رهبری «صولت الدوله قشقایی» در خلال جنگ جهانی اول، یکی از مهم‌ترین و گسترده‌ترین مقاومت‌هایی بود که علیه نیروهای بریتانیا در ایران شکل گرفت.
صولت الدوله قشقایی در دوره‌های پنجم و هشتم نماینده مجلس شورای ملی بود.

## تولد
او از فرزندان داراب خان، ایلخان قشقایی بود. سال تولدش در کتاب «فارس و جنگ بین‌الملل» نوشته رکن‌زاده آدمیت به سال ۱۲۹۷ قمری، در کتاب «از باورد یا ابیورد خراسان تا ابیورد یا ابولورد فارس» نوشته مظفر قهرمانی ابیوردی به سال ۱۲۹۵ قمری و در کتاب «شرح حال رجال ایران» نوشته مهدی بامداد به سال ۱۲۹۳ قمری درج شده است. با توجه به اینکه مظفر قهرمانی ابیوردی فرزند معین دفتر منشی صولت‌الدوله بوده و اطلاعات او می‌تواند به واقعیت نزدیکتر باشد همچنین با استناد به کتاب سفرنامه حاج ایاز خان قشقایی که مربوط به وقایع سفر حاج ایازخان قشقایی مشاور و صندوقدار صولت‌الدوله می‌باشد، تولد صولت‌الدوله در سال ۱۲۵۷ خورشیدی (۱۲۹۵ قمری) به نظر صحیح‌تر می‌رسد.

## زندگی
به علت رشادت و مهارت اسماعیل خان در تیراندازی و جنگ‌های چریکی، در اواخر سلطنت مظفرالدین شاه قاجار به وی لقب صولت‌الدوله داده شد و در سال ۱۳۲۴ قمری (۱۲۸۵ خورشیدی) فرمان ایلخانی قشقایی را از شاه گرفت. او از بدو امر طرفدار مشروطه خواهان و همواره با نفوذ بیگانگان در فارس مخالف بود. پس از تعرض پلیس جنوب به قسمتی از جنوب کشور که سید عبدالحسین مجتهد لاری حکم جهاد علیه انگلیسی‌ها داد، ایل قشقایی تصمیم به جهاد گرفت و تا عزل فرمانفرما از حکومت فارس و ورود مصدق‌السلطنه به این ایالت یعنی آخر سال ۱۳۳۸ قمری (۱۲۸۹ خورشیدی) می‌جنگید.
پس از ورود مصدق‌السلطنه، اسماعیل خان به شیراز رفت و مورد محبت واقع شد. بر اساس روایت تعدادی افراد سرشناس و قابل اعتماد در منطقه کوار، اسنادی موجود است که رئیس پنجعلی نیک عهد قصیرایی (قصیرا: روستایی از توابع کوار در جاده شیراز - جهرم) به دلیل تمکن مالی و احشام بسیار، مراوداتی با صولت‌الدوله قشقایی داشت و به دلیل علاقه مشترک آن دو در همکاری با مصدق (در باغ قوام روستای مظفری کوار) و تلاش برای مبارزه با انگلیس، کمکهایی از صولت‌الدوله دریافت می‌کرد. حتی ملاقاتی هم در محل امارت پیرنیا، قلعه قصیرا (محل فعلی منزل پسر ریس پنجعلی نیک عهد) با یکدیگر داشته‌اند، مضاف بر این، ریس شعبانعلی پدر ریس پنجعلی نیک عهد از همین محل، قلعه قصیرا کوار در زمان همکاری با مجتهد لاری، مقداری پول و سکه برای کمک به دلیران تنگستان ارسال کرده است که می‌تواند نقش افراد برجسته منطقه کوار را در مبارزه با استعمار انگلیس نشان دهد.
چون سردار سپه ظهور کرد و اوضاع ایران تغییر یافت، صولت‌الدوله نیز مانند قوام‌الملک و دیگر روسای عشایر در تهران ساکن شد و در دوره پنجم (سال ۱۳۰۲) به نمایندگی جهرم به مجلس شورای ملی رفت.
در این دوران، قشقایی‌ها با دولت مرکزی رابطه خوبی داشتند. آن گونه که در کتاب سفرنامه حاج ایاز خان قشقایی درج شده است، در زمان بازگشت احمدشاه قاجار از دومین سفر فرنگ (نهم ربیع‌الثانی ۱۳۴۱ قمری/هشتم آذرماه ۱۳۰۱ شمسی)، فرزند صولت‌الدوله، ناصرخان نیز همراه با رضاخان سردار سپه و جمعی از بزرگان قشقایی و خوانین جنوب کشور، از جمله سردار ارفع (پسر شیخ خزعل)، حاج ایازخان قشقایی، غضنفرالسلطنه میرزا محمدخان برازجانی، شیخ حسین خان چاهکوتاهی و دیگران در بندر بوشهر هنگام پیاده شدن شاه از کشتی، از احمدشاه قاجار استقبال کرد.

## قیام در فارس
در دوران سلطنت رضاشاه، با آغاز خلع سلاح عشایر فارس در سال ۱۳۰۷ و تندروی‌های سرلشکر آیرم قشقاییها شورش کردند. آیرم ناصرخان را دستگیر کرد و به تهران برد. دستگیری او شورش قشقاییها را شدت بخشید و اوضاع فارس بحرانی شد. سرلشکر حبیب‌الله شیبانی فرماندهی لشکر جنوب را به عهده گرفت. یکی از پیشنهادهای او آزادی ناصرخان بود. ناصرخان آزاد شد و به فارس برگشت و اوضاع فارس آرام شد.
به پاس کمک در فروخواباندن شورش در فارس، اسماعیل خان و پسرش ناصرخان به نمایندگی مجلس پذیرفته شدند. او در بهار ۱۳۱۰ بار دیگر به عنوان نماینده جهرم به مجلس شورای ملی رفت و اندکی پیش از او، ناصرخان به نمایندگی ایل قشقایی در این دوره انتخاب شد.
در همین سالها عشایر بویراحمدی به فرماندهی سرتیپ خان بویراحمدی و امام قلی خان ممسنی و شکرالله خان بویراحمدی و کی‌لهراسب باطولی از جنگجویان نامدار بویراحمدی به‌علت تبعیض در واگذاری اراضی قیام کردند که دو سال طول کشید. حمایت حکومت مرکزی از حاج معین التجار بوشهری بر سر اراضی حاصلخیز ممسنی باعث شروع این درگیری بین قشون لرهای بویراحمدی از یک طرف و قشون دولت از طرف دیگر شد. نبرد تنگ تامرادی در سال ۱۳۰۹ و شکست سنگین قشون دولتی به فرماندهی سرلشکر حبیب‌الله شیبانی با تلفات خیلی زیاد به پایان رسید. به‌طوریکه سرلشکر حبیب‌الله شیبانی خلع درجه و به سه سال زندان محکوم شد که بعد از اتمام زندان به اروپا رفت. به‌علت صعب العبور بودن منطقه و آشنایی بالای کی‌لهراسب باطولی و قشون لر به جنگ‌های چریکی و منطقه، رضا شاه ناچار شد بعد از شکست قشون دولت با تلفات بالا، به سرکرده‌های قشون لر امان نامه بدهد تا غایله را جور دیگر ختم کند. امام قلی خان رئیس ایل رستم و شکرالله خان ضرغام پور امان نامه را قبول و به تهران رفتند؛ ولی کی‌لهراسب باطولی که مشکوک به حکومت مرکزی بود، از رفتن سرتیپ خان و غلامحسین خان بویراحمدی به تهران جلوگیری کرد و غایله تمام نشد. قشون بویراحمدی‌ها با رفتن برخی خوانین به تهران تضعیف شد. سرانجام در جنگ در منطقه نوگک این قیام توسط حکومت مرکزی و به کمک ایل بختیاری که با منطقه زاگرس آشنایی داشتند سرکوب شد. بویراحمدی‌ها علت شکست خود در این جنگ را همکاری لرهای بختیاری با دولت از یک طرف و تضعیف قوا با رفتن برخی خوانین با امان نامه رضاشاه به تهران از طرف دیگر می‌دانستند. با کشته شدن بزرگ‌ترین سرکرده جنگجویان لر، کی لهراسب باطولی در کوه مصلی نوگک در شهر رستم ممسنی قشون دولتی بعد از دوسال به پیروزی رسیدند و چند سال بعد از آن شکرالله خان و امام قلی خان نیز در تهران اعدام شدند.
پس از اتمام غایله حکومت برای عموم مردم کهگیلویه و بویراحمد غرامت سنگین جهت جریمه تعیین کرد. باتوجه به شرایط سخت اقتصادی عشایر و سادات، دو عالم بزرگ و مطرح آن دوران کهگیلویه و بویراحمد سید صدر الدین ملک حسینی معروف به آقا صدرا به نمایندگی بویراحمد و آیت‌الله امیر محمدلطیف رضا توفیقی که از جوانی با صولت الدوله قشقایی آشنا بود به نمایندگی کهگیلویه با هیاتی به ملاقات حاکم وقت شیراز و صولت الدوله قشقایی رفتند. گرچه سردار اسعد بختیاری هم بازیگر مهمی بود ولی به‌علت عدم رابطه با ایشان این دونفر صولت الدوله را برای پا درمانی انتخاب کردند. قشقایی‌ها در نبرد کوه مصلی نوکگ ممسنی و شکست بویراحمدی‌ها هیچ نقش نداشتند ولی منطقه بویراحمد در آن زمان زیر نظر فارس بود و بخشی از غرامت برای فارس بود. صولت الدوله نفوذ بالایی در فارس داشت، و نقش صولت الدوله برای هرگونه اعطای معافیت بسیار پرنگ بود. ایشان نیز با نفوذی که داشتن تقاضای این دو عالم را اجرایی کرد و سادات کهگیلویه ای رضاتوفیق و بویراحمدی شاه قاسمی را که از زمان صفویه معاف از مالیات بودند از پرداخت این غرامت نیز معاف شدند.

## درگذشت
اسماعیل خان با مستوفی‌الممالک دوستی و نزدیکی داشت. پس از فوت و خاکسپاری مستوفی‌الممالک، در هفتم شهریور ۱۳۱۱ در دوره رضا شاه، علی منصور وزیر داخله، مصوبه لغو مصونیت اسماعیل خان و پسرش را از مجلس شورای ملی گرفت و هر دو دستگیر و زندانی شدند. واقعه مرگ صولت الدوله را چنین گفته‌اند که پزشک احمدی که بدواً در شغلش تجربیات زیادی نداشت میزان سمی که به‌وسیلهٔ انژکسیون استعمال کرد شدید بود، به‌طوری که صولت الدوله در حال نماز خواندن سکته نمود و بلافاصله درگذشت و بدین ترتیب پهلوی را از نگرانی بیرون آورد. آرامگاه وی در امامزاده عبدالله شهرری قرار دارد.